# 小行星7093
小行星7093（英語：7093 Jonleake）是一颗围绕太阳公转的小行星。1992年7月26日，埃莉諾·赫琳在帕洛马山发现了此天体。
这颗小行星的绝对星等为166.84238等。